# Pływanie na Letnich Igrzyskach Olimpijskich 1972 – 4 × 200 m stylem dowolnym mężczyzn
Sztafeta 4 × 200 m stylem dowolnym mężczyzn – jedna z konkurencji pływackich rozgrywanych podczas XX Igrzysk Olimpijskich w Monachium. Eliminacje i finał odbyły się 31 sierpnia 1972 roku.
Złoty medal zdobyli reprezentanci Stanów Zjednoczonych. Sztafeta w składzie: John Kinsella (1:54,49), Fred Tyler (1:54,32), Steve Genter (1:52,72) i Mark Spitz (1:54,24) pobiła rekord świata, uzyskawszy czas 7:35,78. Srebrny medal wywalczyli pływacy z RFN, którzy ustanowili nowy rekord Europy (7:41,69). Na najniższym stopniu podium znaleźli się zawodnicy z ZSRR (7:45,76).
Kilka godzin wcześniej, w eliminacjach rekord olimpijski poprawiały kolejno sztafety z Australii i Stanów Zjednoczonych.

## Rekordy
Przed zawodami rekord świata i rekord olimpijski wyglądały następująco:
| Rekord            | Reprezentacja | Czas   | Miejsce | Data                 |       |
| ----------------- | --- | ------ | ------- | -------------------- | ----- |
| Rekord świata     | Stany Zjednoczone · Jerry Heidenreich · Tom McBreen · Mark Spitz · Fred Tyler                                    | 7:43,3 | Mińsk   | 10 września 1971     | [ 1 ] |
| Rekord olimpijski | Stany Zjednoczone · Stephen Clark (2:00,0) · Roy Saari (1:58,1) · Gary Ilman (1:58,4) · Don Schollander (1:55,6) | 7:52,1 | Tokio   | 18 października 1964 | [ 2 ] |

W trakcie zawodów ustanowiono następujące rekordy:
| Data        | Etap konkurencji      | Reprezentacja | Czas    | Rekord |
| ----------- | --------------------- | --- | ------- | ------ |
| 31 sierpnia | wyścig eliminacyjny 1 | Australia · Graham Windeatt (1:57,34) · Bruce Featherstone (1:58,42) · Graham White (1:58,08) · Michael Wenden (1:55,18) | 7:49,03 | OR     |
| 31 sierpnia | wyścig eliminacyjny 2 | Stany Zjednoczone · Gary Conelly (1:54,11) · Tom McBreen (1:57,34) · Michael Burton (1:57,73) · John Kinsella (1:57,23)  | 7:46,42 | OR     |
| 31 sierpnia | finał                 | Stany Zjednoczone · John Kinsella (1:54,49) · Fred Tyler (1:54,32) · Steve Genter (1:52,72) · Mark Spitz (1:54,24)       | 7:35,78 | WR     |

## Wyniki

### Eliminacje
| Miejsce | Wyścig | Reprezentacja     | Zawodnicy                                                                                                   | Czas      | Uwagi |
| ------- | ------ | ----------------- | --- | --------- | ----- |
| 1.      | 2      | Stany Zjednoczone | Gary Conelly (1:54,11) Tom McBreen (1:57,34) Michael Burton (1:57,73) John Kinsella (1:57,23)               | 7:46,42   | Q,    |
| 2.      | 1      | Australia         | Graham Windeatt (1:57,34) Bruce Featherstone (1:58,42) Graham White (1:58,08) Michael Wenden (1:55,18)      | 7:49,03   | Q     |
| 3.      | 2      | NRD               | Wilfried Hartung (1:57,75) Udo Poser (1:57,39) Roger Pyttel (1:58,32) Lutz Unger (1:57,64)                  | 7:51,11   | Q     |
| 4.      | 2      | ZSRR              | Wiktor Aboimow (1:58,92) Aleksandr Samsonow (1:57,83) Wiktor Mazanow (1:56,93) Georgij Kulikow (1:57,74)    | 7:51,44   | Q     |
| 5.      | 2      | RFN               | Hans Fassnacht (1:57,70) Gerhard Schiller (1:58,12) Folkert Meeuw (1:58,46) Hans-Günther Vosseler (1:59,69) | 7:53,98   | Q     |
| 6.      | 2      | Szwecja           | Hans Ljungberg (2:00,39) Bengt Gingsjö (1:57,46) Anders Bellbring (1:59,06) Gunnar Larsson (2:00,62)        | 7:57,54   | Q     |
| 7.      | 1      | Kanada            | Ralph Hutton (1:57,97) Deane Buckboro (2:00,20) Ian MacKenzie (1:59,54) Brian Phillips (1:59,97)            | 7:57,69   | Q     |
| 8.      | 1      | Wielka Brytania   | Brian Brinkley (1:57,49) John Mills (1:59,03) Michael Bailey (2:01,35) Colin Cunningham (2:00,44)           | 7:58,33   | Q     |
| 9.      | 2      | Francja           | Pierre Caland (1:59,91) Pierre-Yves Copin (2:03,16) Jean-Jacques Moine (2:01,45) Michel Rousseau (1:56,26)  | 8:00,79   |       |
| 10.     | 1      | Holandia          | Peter Prijdekker (1:59,40) Bert Bergsma (1:59,56) Roger van Hamburg (2:00,38) Hans Elzerman (2:01,52)       | 8:00,87   |       |
| 11.     | 2      | Włochy            | Roberto Pangaro (2:00,31) Arnaldo Cinquetti (2:01,39) Lorenzo Marugo (2:01,81) Riccardo Targetti (2:00,46)  | 8:03,98   |       |
| 12.     | 1      | Meksyk            | Guillermo García (1:58,58) Roberto Strauss (2:02,90) José Luis Prado (2:04,93) Jorge Urreta (2:01,97)       | 8:08,39   |       |
| 13.     | 1      | Brazylia          | Alfredo Machado (2:01,20) Ruy de Oliveira (2:02,06) Paulo Zanetti (2:05,85) José Aranha (2:08,80)           | 8:17,91   |       |
| 14.     | 1      | Filipiny          | Dae Imlani (2:06,23) Edwin Borja (2:14,31) Carlos Brosas (2:15,92) Jairulla Jaitulla (2:07,54)              | 8:44,01   |       |
| 15. !   | 2      | Salwador          | Salvador Vilanova Sergio Hasbún Antonio Ferracuti Tomás Rengifo                                             | 9:99,99 ! | DNS   |

### Finał
| Miejsce | Reprezentacja     | Zawodnicy                                                                                              | Czas    | Uwagi |
| ------- | ----------------- | --- | ------- | ----- |
| 1. !    | Stany Zjednoczone | John Kinsella (1:54,49) Fred Tyler (1:54,32) Steve Genter (1:52,72) Mark Spitz (1:54,24)               | 7:35,78 | WR    |
| 2. !    | RFN               | Klaus Steinbach (1:54,62) Werner Lampe (1:53,49) Hans Vosseler (1:57,45) Hans Fassnacht (1:56,11)      | 7:41,69 | ER    |
| 3. !    | ZSRR              | Igor Griwiennikow (1:56,24) Wiktor Mazanow (1:57,28) Georgij Kulikow (1:56,92) Władimir Bure (1:55,30) | 7:45,76 |       |
| 4.      | Szwecja           | Bengt Gingsjö (1:56,88) Hans Ljungberg (1:59,18) Anders Bellbring (1:57,45) Gunnar Larsson (1:53,84)   | 7:47,37 |       |
| 5.      | Australia         | Michael Wenden (1:56,41) Graham Windeatt (1:57,03) Robert Nay (1:57,68) Brad Cooper (1:57,54)          | 7:48,66 |       |
| 6.      | NRD               | Wilfried Hartung (1:56,76) Peter Bruch (1:58,88) Udo Poser (1:56,84) Lutz Unger (1:56,61)              | 7:49,11 |       |
| 7.      | Kanada            | Bruce Robertson (1:57,55) Brian Phillips (2:00,46) Ian MacKenzie (1:57,52) Ralph Hutton (1:58,17)      | 7:53,61 |       |
| 8.      | Wielka Brytania   | Brian Brinkley (1:56,75) John Mills (1:58,91) Michael Bailey (1:59,61) Colin Cunningham (2:00,30)      | 7:55,59 |       |